# Hashi no Kagakukan
Das Hashi no Kagakukan (jap. 橋の科学館, dt. „Brücken-Wissenschaftsmuseum“, engl. Akashi Kaikyo Bridge Exihibtion Center) ist ein zweigeschossiges japanisches Wissenschaftsmuseum im Stadtteil Tarumi-ku in Kōbe mit einer Gesamtfläche von 1700 m². Ursprünglich wurde es vom „japanischen Ingenieurszentrum für Brückenbau“ (一般財団法人 橋梁調査会, Japan Bridge Engineering Center), heute jedoch von der Firma JB Highway Service, einem Unternehmen für japanische Autobahnmeistereien, verwaltet. Die Einrichtung befindet sich im Maiko-Park (舞子公園) am Fuße der Akashi-Kaikyō-Brücke.

## Überblick
In dem 2010 renovierten und 20. März 2010 wiedereröffneten Gebäude werden Techniken des Brückenbaus und Projekte mit überlangen (Hänge)brücken gezeigt. Neben Bauprojekten aus der ganzen Welt werden insbesondere auch die Bauprojekte der Akashi-Kaikyō-Brücke und das Honshū–Shikoku-Brückenprojekt (本州四国連絡橋, Honshū–Shikoku renrakukyō) vorgestellt. Zu diesem Projekt gehörte der Bau dreier Hängebrücken, die die japanische Hauptinsel Honshū mit Shikoku verbinden. Die erste dieser drei Brücken war die Seto-Ōhashi, eine von insgesamt sechs Brücken über die die Seto-Chūō-Autobahn führt. Östlich davon verbindet die Kōbe-Awaji-Naruto-Autobahn über die Akashi-Kaikyō-Brücke Honshū mit Shikoku. Die westlichste Verbindung führt mit der Nishiseto-Autobahn über insgesamt zehn Brücken nach Shikoku.
Zu sehen ist u. a. ein Nachbau der Akashi-Kaikyō-Brücke im Maßstab 1:100 mit einer Gesamtlänge von 40 m, die in einem Windkanal steht und zu Testzwecken einer Windgeschwindigkeit von 60 m ausgesetzt werden kann. Neben einem Kinosaal für 3D Vorführungen findet man dort auch die Urkunde des Guinness-Buch der Rekorde, in das die Akashi-Kaikyō-Brücke aufgrund der weltweit größten Stützweite ihrer Pylonen eingetragen ist.